# 胡集镇 (菏泽市)
胡集镇，是中华人民共和国山東省菏泽市牡丹区下辖的一个乡镇级行政单位。

## 行政区划
胡集镇下辖以下地区：
胡集村、尧王寺村、徐庄村、东马垓村、毛庄村、刘庄村、龙凤村、尹集村、王屯村和黄屯村。